# Wenigzell
Wenigzell mit 1400 Einwohnern (Stand 1. Jänner 2024) ist eine Gemeinde  in der Oststeiermark, Österreich. Sie liegt im Gerichtsbezirk Fürstenfeld und im politischen Bezirk Hartberg-Fürstenfeld.

## Geografie
Wenigzell liegt im Bergland des Jogllandes im Nordosten der Steiermark.

### Gemeindegliederung
| Katastralgemeinden                                                                          | Ortschaften in der Gemeinde |
| ------------------------------------------------------------------------------------------- | --- |
| Kandlbauer (7,78 km²) Pittermannviertl (8,42 km²) Sichart (7,92 km²) Sommersgut (11,37 km²) | Kandlbauer (ZH) Auf der Burg (ZH) Auf der Halt (ZH) Haselbach (ZH) Kleinland (ZH) Poschen (ZH) Pittermann (ZH) In Büchl (ZH) In Reith (R) Schöngrund (ZH) Walddörfl (ZH) Wenigzell (D) Sichart (ZH) Faustenbauer (R) In Bergen (ZH) In Büchl (R) In Windhab (ZH) Lafnitzegg (ZH) Sagbauer (R) Zinsenhöf (R) Sommersgut (ZH) Am Rain ZH) Gumpold (ZH) Im Graben (ZH) Im Winkl (R) In der Leiten (ZH) In Baumgarten (R) Mayerhof (ZH) Steinberg (ZH) |
| Legende                                                                                     | |

| In der Spalte Katastralgemeinden sind sämtliche Katastralgemeinden einer Gemeinde angeführt. In der Klammer ist die jeweilige Fläche in km² angegeben. |
| In der Spalte Ortschaften sind sämtliche von der Statistik Austria erfassten Siedlungen, die auch eine eigene Ortschaftskennziffer aufweisen, angeführt. In der Hierarchieebene derselben Spalte, rechts eingerückt, werden nur Ansiedlungen, die mindestens aus mehreren Häusern bestehen, dargestellt. Die wichtigsten der verwendeten Abkürzungen sind: - M = Hauptort der Gemeinde - Stt = Stadtteil - R = Rotte - W = Weiler - D = Dorf - ZH = Zerstreute Häuser - Sdlg = Siedlung - Hgr = Häusergruppe - E = Einzelgehöft (nur wenn sie eine eigene Ortschaftskennziffer haben) Die komplette Liste der Statistik Austria ist in: Topographische Siedlungskennzeichnung nach STAT Zu beachten ist, dass manche Orte unterschiedliche Schreibweisen haben können. So können sich Katastralgemeinden anders schreiben als gleichnamige Ortschaften bzw. Gemeinden. Quelle: Statistik Austria – |

Das Gemeindegebiet ist unterteilt in vier Katastralgemeinden (Fläche 2001): Kandlbauer (778,23 ha), Pittermannviertl (842,05 ha), Sichart (791,86 ha), Sommersgut (1.136,94 ha).
Ortschaften sind (Einwohner Stand 1. Jänner 2024):
- Kandlbauer (161) mit Auf der Burg, Auf der Halt, Haselbach, Kleinland und Poschen
- Pittermann (681) mit In Büchl, In Reith, Schöngrund, Walddörfl und Wenigzell
- Sichart (227) mit Faustenbauer, In Bergen, In Büchl In Windhab, Lafnitzegg, Sagbauer und Zinsenhöf
- Sommersgut (331) mit Am Rain, Gumpold, Im Graben, Im Winkl, In der Leiten, In Baumgarten Mayerhof und Steinberg

### Nachbargemeinden
|                              | Sankt Jakob im Walde                        | Waldbach-Mönichwald |
| Strallegg (WZ)               | Kompassrose, die auf Nachbargemeinden zeigt | Vorau               |
| Miesenbach bei Birkfeld (WZ) | Pöllau                                      |                     |

## Geschichte
Die Ursprünge Wenigzells gehen auf das Jahr 1141 zurück: Damals kam Graf Wolfrad von Treffen aus dem Geschlecht der Grafen von Veringen im Tauschhandel mit dem Erzbischof von Salzburg in den Besitz der „100 Huben“. Zur Kolonisierung zog er Siedler aus seiner schwäbischen Heimat heran. Von diesen ursprünglichen Siedlern hat sich aber nichts erhalten (z. B. im Namensgut), da sie bald von Siedlern aus dem Pittener-Gebiet überlagert wurden. Auch die Namen der Katastralgemeinden gehen auf (bairische) Familiennamen der letztgenannten Siedler aus dem Pittener-Gebiet zurück.
Vermutlich schenkte noch Graf Wolfrad von Treffen dem Chorherrenstift Vorau einen Waldhügel, auf dem dieses um 1185 eine Kapelle der Heiligen Margareta, die 1209 erstmals erwähnt wird und einen Wirtschaftshof errichtete. Von diesem stammt auch der Name, der so viel wie „kleiner Hof“ bedeutet. Um die Kapelle der Heiligen Margareta entstand auch das Dorf, von dem wir schon um 1200 Zeugnis besitzen. Vielleicht schon um 1220 wurde Wenigzell eine eigenständige Pfarre, da wir um 1250 den ersten Pfarrer namens Heinrich kennen.
Aus der Zeit der Reformation wissen wir, dass die Wenigzeller treu zum Katholizismus standen, was wohl auch auf die Betreuung durch die Vorauer Chorherren zurückzuführen ist. Vermutlich wurde nach dem Neubau der Stiftskirche von Vorau (1660 bis 1662 durch Domenico Sciassia) auch die Pfarrkirche von Wenigzell neu erbaut.
1692 erwirkte Pfarrer Georg Tentius über den Vorauer Propst Phillip Leisl bei Papst Innozenz XII. die Bestätigung der Patrizibruderschaft. Diese machte Wenigzell zu einem vielbesuchten Wallfahrtsort zum Heiligen Patrizius. Der Zustrom der Wallfahrer wurde so stark, dass am Patrizitag, dem 17. März 1716 ein Wallfahrer in der Kirche erdrückt wurde. 1721 freskierte der bedeutende Barockmaler Johann Cyriak Hackhofer die fünf Initiennischen um die Kirche mit den Geheimnissen des Schmerzhaften Rosenkranzes.
Infolge des Patrizitages 1716 entschloss man sich zum Neubau der Pfarrkirche, der 1733 bis 1735 von Andreas Straßgietl ausgeführt wurde. Die ca. 40 m lange Kirche erhielt eine reiche barocke Ausstattung: die Wände wurden mit feinen Stuckaturen überzogen in die Kartuschen für Fresken von Joseph Georg Mayr eingelassen waren. Außerdem erhielt die Kirche fünf Altäre: den Hochaltar zu Ehren der Heiligen Margareta sowie die vier Seitenaltäre der Heiligen Maria und Heiligen Josef sowie der Heiligen Patrizius und Heiligen Leonhard. Im Zuge des Josephinismus wurden 1783 die Votivbilder aus der Kirche entfernt und auch die Wallfahrt wurde verboten. Im Biedermeier erholte sich die Wallfahrt aber wieder.
1829 wurde in Wenigzell Barbara Sicharter, die Ordensgründerin der Vorauer Schwestern und Gründerin des Marienkrankenhauses Vorau geboren.
In den letzten Kriegstagen im April 1945 wurde das Dorf Wenigzell bei Gefechten zwischen deutschen und russischen Truppen zerstört. Auch die Kirche brannte aus. 1946 begann der Wiederaufbau: Die Kirche bekam ein neues Dach, Fenster wurden eingesetzt, neue Glocken wurden angeschafft und die Kirche neu ausgestattet. Die Ausstattung wurde noch bis 1992 ergänzt.
Wenigzell entwickelte sich nach dem Krieg zu einer Sommerfrische, vor allem für die Wiener. Es gibt verschiedene Themenwanderwege und einen Barfußpark, ein Heimatmuseum und die neu errichtete Jogllandoase, ein Hallenbad mit Wellness- und Saunabereich.
1981 wurde Wenigzell Sieger bei der Entente Florale Europe, dem europäischen Blumenschmuckwettbewerb.

### Religionen
Die Bevölkerung von Wenigzell ist fast zur Gänze, nämlich zu 97,8 % römisch-katholisch; 0,6 % sind evangelisch, von ebenso vielen ist das Bekenntnis unbekannt. Ohne religiöses Bekenntnis sind 0,7 % der Bevölkerung.
Wenigzell ist Sitz einer römisch-katholischen Pfarre.

### Bevölkerungsentwicklung

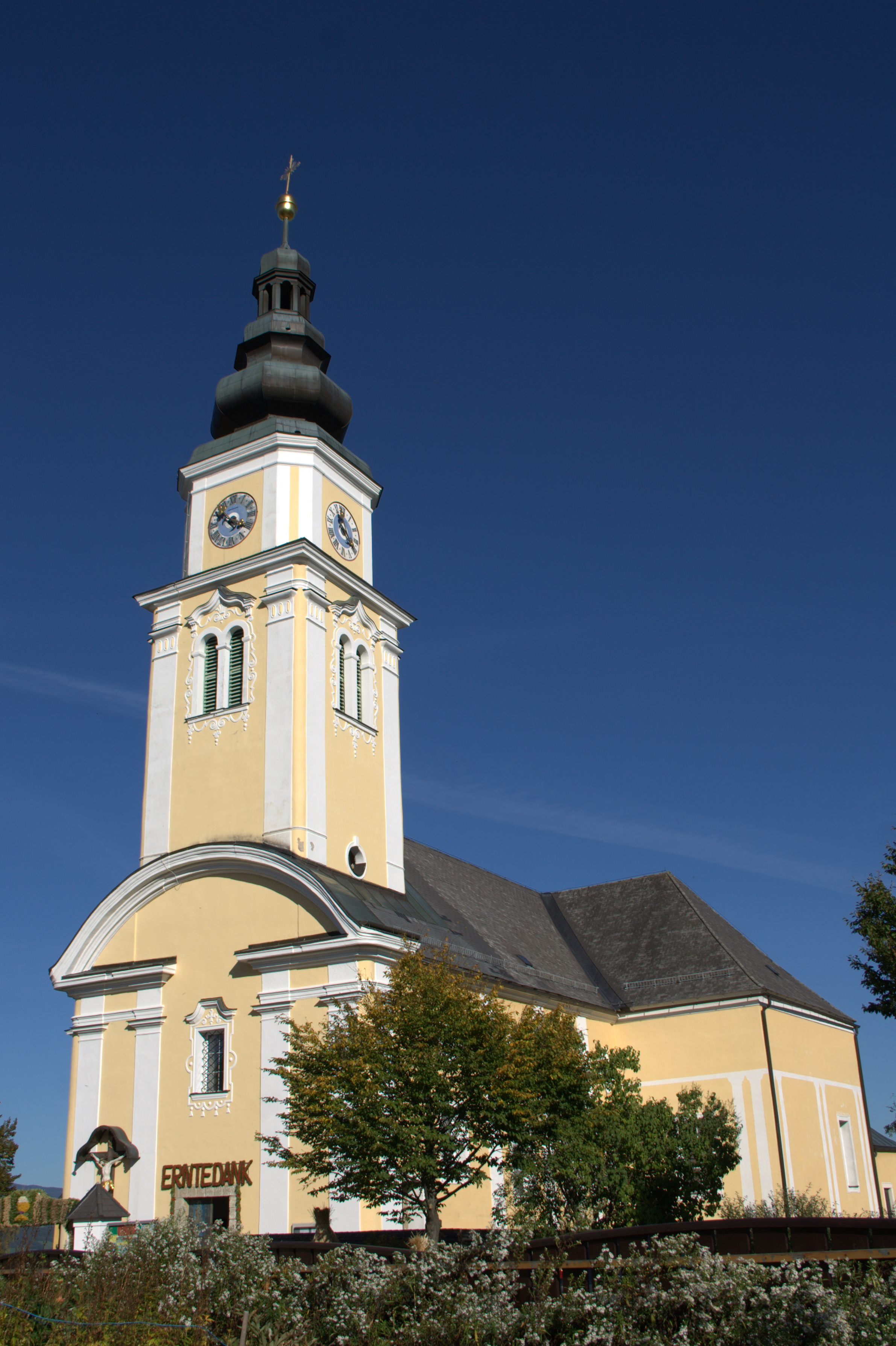
Kirche Wenigzell

| Wenigzell: Einwohnerzahlen von 1869 bis 2024        | Wenigzell: Einwohnerzahlen von 1869 bis 2024 | Wenigzell: Einwohnerzahlen von 1869 bis 2024 | Wenigzell: Einwohnerzahlen von 1869 bis 2024 | Wenigzell: Einwohnerzahlen von 1869 bis 2024 |
| --------------------------------------------------- | -------------------------------------------- | -------------------------------------------- | -------------------------------------------- | -------------------------------------------- |
| Jahr                                                |                                              |                                              |                                              | Einwohner                                    |
| 1869                                                | 1869                                         |                                              | 1.225                                        | 1.225                                        |
| 1880                                                | 1880                                         |                                              | 1.208                                        | 1.208                                        |
| 1890                                                | 1890                                         |                                              | 1.215                                        | 1.215                                        |
| 1900                                                | 1900                                         |                                              | 1.215                                        | 1.215                                        |
| 1910                                                | 1910                                         |                                              | 1.221                                        | 1.221                                        |
| 1923                                                | 1923                                         |                                              | 1.275                                        | 1.275                                        |
| 1934                                                | 1934                                         |                                              | 1.423                                        | 1.423                                        |
| 1939                                                | 1939                                         |                                              | 1.369                                        | 1.369                                        |
| 1951                                                | 1951                                         |                                              | 1.275                                        | 1.275                                        |
| 1961                                                | 1961                                         |                                              | 1.522                                        | 1.522                                        |
| 1971                                                | 1971                                         |                                              | 1.627                                        | 1.627                                        |
| 1981                                                | 1981                                         |                                              | 1.667                                        | 1.667                                        |
| 1991                                                | 1991                                         |                                              | 1.639                                        | 1.639                                        |
| 2001                                                | 2001                                         |                                              | 1.554                                        | 1.554                                        |
| 2011                                                | 2011                                         |                                              | 1.416                                        | 1.416                                        |
| 2021                                                | 2021                                         |                                              | 1.400                                        | 1.400                                        |
| 2024                                                | 2024                                         |                                              | 1.400                                        | 1.400                                        |
| Quelle(n): Statistik Austria, Gebietsstand 1.1.2021 |                                              |                                              |                                              |                                              |

## Kultur und Sehenswürdigkeiten
- Katholische Pfarrkirche Wenigzell hl. Margaretha

## Wirtschaft und Infrastruktur

### Wirtschaftssektoren
Von den 119 landwirtschaftlichen Betrieben des Jahres 2010 wurden 68 im Haupt-, 49 im Nebenerwerb und 2 von Personengemeinschaften geführt. Im Produktionssektor arbeiteten 65 Erwerbstätige im Bereich Herstellung von Waren, 61 in der Bauwirtschaft, 11 im Bergbau und 1 in der Energieversorgung. Die wichtigsten Arbeitgeber des Dienstleistungssektors waren die Bereiche Handel (51), soziale und öffentliche Dienste (51), Beherbergung und Gastronomie (40) und Verkehr (30 Mitarbeiter).
| Wirtschaftssektor            | Anzahl Betriebe | Anzahl Betriebe | Anzahl Betriebe | Erwerbstätige | Erwerbstätige | Erwerbstätige |
| Wirtschaftssektor            | 2021            | 2011            | 2001            | 2021          | 2011          | 2001          |
| ---------------------------- | --------------- | --------------- | --------------- | ------------- | ------------- | ------------- |
| Land- und Forstwirtschaft 1) | 86              | 119             | 127             | 104           | 123           | 124           |
| Produktion                   | 22              | 16              | 11              | 150           | 138           | 98            |
| Dienstleistung               | 76              | 64              | 56              | 206           | 192           | 212           |

1) Betriebe mit Fläche in den Jahren 2010 und 1999, Arbeitsstätten im Jahr 2021

### Tourismus
Die Gemeinde bildet gemeinsam mit Birkfeld, Fischbach, Miesenbach, Ratten, Rettenegg, Strallegg, St. Kathrein am Hauenstein, St. Jakob im Walde, Waldbach-Mönichwald und Vorau den Tourismusverband „Joglland-Waldheimat“. Dessen Sitz ist die Gemeinde St. Jakob im Walde.
Die Anzahl der Übernachtungen in der Gemeinde lag in den Jahren 2011 bis 2020 zwischen 24.000 und 36.000. Die stärksten Monate waren Juli bis Oktober.

## Politik

### Bürgermeister
Bürgermeister ist seit 27. April 2015 Herbert Berger, der damit die Nachfolge von Herbert Hofer antrat. Berger wurde im Rahmen der konstituierenden Sitzung des Gemeinderats gewählt und von Bezirkshauptmann Max Wiesenhofer angelobt.
Im Gemeindevorstand gab es ebenfalls Veränderungen. So ist Günter Steiner (Liste Wenigzell) Nachfolger von Günther Holzer (Liste Wenigzell) als Vizebürgermeister und Anton Maderbacher (ÖVP) Nachfolger von Heribert Rozanek als Gemeindekassier.
Amtsleiter ist Franz Sommersguter.

### Gemeinderat
Der Gemeinderat besteht aus 15 Mitgliedern und setzt sich seit der Gemeinderatswahl 2020 aus Mandaten der folgenden Parteien zusammen:
- 10 ÖVP,
- 4 Liste Wenigzell (LIWE) und
- 1 SPÖ

Die letzten Gemeinderatswahlen brachten die folgenden Ergebnisse:
| Partei          | 2020             | 2020             | 2020             | 2015             | 2015             | 2015             | 2010             | 2010             | 2010             | 2005             | 2005             | 2005             | 2000             | 2000             | 2000             |
| Partei          | Sti.             | %                | M.               | Sti.             | %                | M.               | Sti.             | %                | M.               | Sti.             | %                | M.               | Sti.             | %                | M.               |
| --------------- | ---------------- | ---------------- | ---------------- | ---------------- | ---------------- | ---------------- | ---------------- | ---------------- | ---------------- | ---------------- | ---------------- | ---------------- | ---------------- | ---------------- | ---------------- |
| ÖVP             | 506              | 61,48            | 10               | 479              | 48               | 7                | 718              | 74               | 11               | 702              | 70               | 11               | 537              | 56               | 9                |
| SPÖ             | 90               | 10,94            | 1                | 82               | 8                | 1                | 249              | 26               | 4                | 294              | 30               | 4                | 178              | 19               | 2                |
| Liste Wenigzell | 227              | 27,58            | 4                | 439              | 44               | 7                | nicht kandidiert | nicht kandidiert | nicht kandidiert | nicht kandidiert | nicht kandidiert | nicht kandidiert | nicht kandidiert | nicht kandidiert | nicht kandidiert |
| FPÖ             | nicht kandidiert | nicht kandidiert | nicht kandidiert | nicht kandidiert | nicht kandidiert | nicht kandidiert | nicht kandidiert | nicht kandidiert | nicht kandidiert | nicht kandidiert | nicht kandidiert | nicht kandidiert | 244              | 25               | 4                |
| Wahlbeteiligung | 72,08 %          | 72,08 %          | 72,08 %          | 85 %             | 85 %             | 85 %             | 81 %             | 81 %             | 81 %             | 80 %             | 80 %             | 80 %             | 83 %             | 83 %             | 83 %             |

### Wappen
Das Gemeindewappen wurde 1981 verliehen.

Blasonierung: „In Rot, schräg rechts eine goldene Perlenreihe, oben von einem goldenen Greifenfuß, unten von einer goldenen Hirschstange begleitet.“

Die Perlenreihe macht den griechischen Namen der Hl. Margareta (Pfarrpatronin) in der „Kleinen Zelle“ verständlich. Der Greifenfuß drückt die enge Verbindung mit dem Stift Vorau aus. Die Hirschstange weist auf die Herkunft des Ortsgründers hin – die Hirschstange wurde dem Wappen seiner Verwandten, den alemannischen Grafen Isny-Veringen, entlehnt.

### Partnergemeinde
Nach dem Zweiten Weltkrieg wuchs eine Partnerschaft mit der Schweizer Gemeinde Elgg im Kanton Zürich.

## Persönlichkeiten

### Ehrenbürger
- 1999: Rupert Kroisleitner, ehem. Propst des Stiftes Vorau
- 2001: Dechant Peter Riegler, ehem. Pfarrer von Wenigzell
- 2012: Franz Schafferhofer, langjähriger Feuerwehrkommandant von Wenigzell

### Söhne und Töchter der Gemeinde
- Rupert Kroisleitner (* 1939), Propst des Augustiner-Chorherrenstiftes Vorau
- Bernhard Mayrhofer (* 1987), Propst des Augustiner-Chorherrenstiftes Vorau
- Barbara Sicharter (1829–1905), katholische Ordensgründerin